# 1900-as olasz labdarúgó-bajnokság (első osztály)
Az 1900-as olasz labdarúgó-bajnokság volt a harmadik nemzeti labdarúgó-bajnokság Olaszországban. A bajnokságot a címvédő Genoa nyerte, sorozatban harmadik alkalommal.

## Selejtezők
A bajnokságban hat csapat indult, három régióból: három Piemontból, kettő Liguriából, és az újonc Milan Lombardiából. Minden régióból egy-egy csapat kerülhetett a legjobb három közé, így a piemonti csapatoknak kétkörös, a liguriaiaknak pedig egykörös selejtezőt kellett vívniuk.
- Piemont

A Juventus kiemelték, és az Ginnastica Torino – FC Torinese előselejtező mérkőzés győztesével játszott.
| 1900. március 4. | Ginnastica Torino | 1 – 3 | FC Torinese | Piazza d’Armi pálya, Torino |

| 1900. március 11. | FC Torinese | 1 – 0 | Juventus | Piazza d’Armi pálya, Torino |

- Liguria

| 1900. április 8. | Genoa | 7 – 0 | Sampierdarenese | Ponte Carrega pálya, Genova |

A győztes Genoa egyenes ágon a döntőbe jutott.

## Elődöntők
Az elődöntőt piemonti selejtező győztese és az egyetlen lombardiai induló között rendezték.
| 1900. április 15. | FC Torinese | 3 – 0 | Milan | Velodrome Umberto I pálya, Torino |

## Döntő
| 1900. április 22. | FC Torinese | 0 – 2 | Genoa | ?, Torino |

| Az 1900-as olasz labdarúgó-bajnokság bajnoka: |
| --------------------------------------------- |
| Genoa 3. cím                                  |